# Vavin
Vavin – stacja linii nr 4 metra  w Paryżu. Stacja znajduje się pomiędzy 6. a 14. dzielnicą Paryża.  Została otwarta 9 stycznia 1910 r.